# Šmaver (Nova Gorica)
Šmaver is een plaats in Slovenië en maakt deel uit van de gemeente Nova Gorica in de NUTS-3-regio Goriška.